# 선관주의의무
선관주의 의무(善管注意義務)란 선량한 관리자의 주의 의무의 약칭으로서 채무자의 직업, 그 자가 속하는 사회적·경제적인 지위 등에서 일반적으로 요구되는 정도의 주의를 다 하는 의무이다.
어느 특정인이 일상 자기의 물건을 관리함에 있어서 하고 있는 정도의 주의와 같은 정도의 주의(자기 재산에 관한 행위와 동일한 주의)를 해야 하는 의무와는 다르다. 법률은 특별한 경우에 한하여(민법 922조, 695조, 1022조) 후자의 가벼운 의무를 인정하고 있으며 일반적으로는 전자의 무거운 의무가 과해지고 있다. 특정물의 인도채무의 경우는 인도를 할 때까지는 선관주의 의무를 지니게 되나 채무자가 이행을 하려는데 채권자가 수령을 거부하고 있는 등의 경우는 자기 재산에 관한 행위와 동일한 주의의무로 경감된다. 보관됨 2013-01-11 - archive.today

## 판례
평이사가 업무담당이사의 업무집행이 위법하다고 의심할만한 사유가 있음에도 불구하고 이를 방치한 경우에는 감시의무위반의 책임이 있다

## 같이 보기
- 대한민국 상법 제399조
- 대한민국 상법 제401조